# 短蕊红山茶
短蕊红山茶（学名：Camellia brachygyna）为山茶科山茶属的植物。分布在中国大陆的四川等地，生长于海拔2,100米的地区，多生在常绿林中，目前尚未由人工引种栽培。